# فسفولیپید

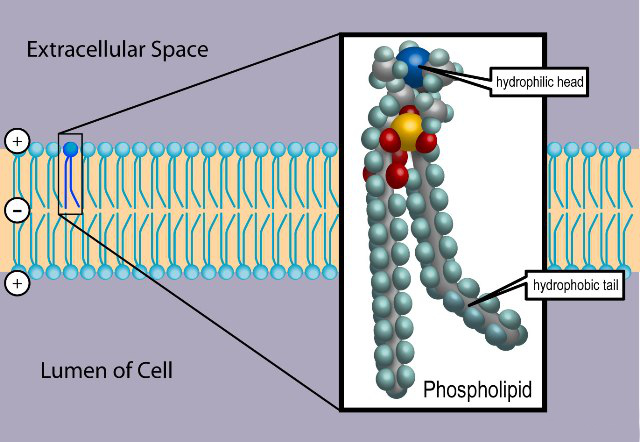
فسفولیپید

فسفولیپید (به انگلیسی: phospholipid) نوعی ترکیب شیمیایی عمدتاً در غشاء سلولها است که از یک مولکول گلیسرول، دو مولکول اسید چرب و یک مولکول فسفات تشکیل شده‌است. فسفولیپیدها یک سر آبدوست و دو دم آب گریز دارند.

این نوع لیپید دو اسیدچرب دارد که معمولاً سیر نشده‌اند.

پوسته یاخته از دو لایه فسفولیپیدی تشکیل شده است.

فسفولیپیدها هم بخش آب دوست دارند و هم بخش آب گریز. بخش‌های آب گریز این مولکول‌ها به سمت یک دیگر قرار گرفته و ساختار دو لایه ایجاد می‌کنند و بخش‌های آب دوست نیز در کنار هم قرار دارند. به این قابلیت خاص فسفولیپیدها دوگانه دوستی می‌گویند.

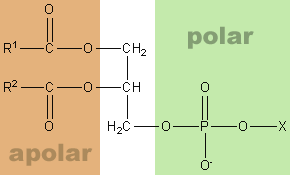
یک مولکول دوقطبی فسفولیپید

این ماده نقش ساختاری داشته و در غشاء سلولی تمام موجودات زنده وجود دارد. فسفولیپیدها اجزای اصلی سازنده غشای سلولی هستند. یکی از فواید آنها در ساختار غشاء کمک به یاخته در حفظ آب است.

## انواع
دی آسیل گلیسریدها: مانند فسفاتیدیک اسید، فسفاتیدیل‌سرین، فسفاتیدیل کولین، فسفاتیدیل اتانل آمین و فسفواینوزیتیدها (مانند فسفاتیدیل اینوزیتول و PIP3)
فسفواسفنگولیپیدها: مانند سرامیدفسفوریل کولین (اسفنگومیلین)
اترلیپیدها مانند بلال (فاکتور فعال‌کننده پلاکتی)